# Lista över företag på Stockholmsbörsen – mindre bolag
Lista över företag på Stockholmsbörsen – mindre bolag förtecknar företag med minst en aktieserie som är noterad på Stockholmsbörsens lista för mindre bolag (uppdaterad 1 juli 2025).

- Acrinova
- Actic Group
- Active Biotech
- Alligator Bioscience
- Annehem Fastigheter
- Anoto Group
- Arla Plast
- Ascelia Pharma
- B3 Consulting Group
- Balco Group
- BE Group
- Berner Industrier
- Björn Borg
- Bong
- Boule Diagnostics
- Bulten
- C-RAD
- Cantargia
- Carasent
- Catena Media
- Concejo
- CTEK
- Dedicare
- Doro
- Duroc
- Egetis Therapeutics
- Elon
- Eltel
- Enad Global 7
- Eniro Group
- Episurf
- EQL Pharma
- Fastator
- Ferronordic
- Fingerprint Cards
- Formpipe Software
- G5 Entertainment
- Garo
- HAKI Safety
- Havsfrun Investment
- Image Systems
- Immunovia
- Infant Bacterial Therapeutics
- Infrea
- Inission
- IRLAB Therapeutics
- Isofol Medical
- K2A Knaust & Andersson
- Karnell Group
- Karolinska Development
- Lammhults Design Group
- Maha Energy
- Malmbergs Elektriska
- Mangold
- Medivir
- Mendus
- Micro Systemation
- Midsona
- Moberg Pharma
- Moment Group
- Mysafety Group
- Nanologica
- NAXS
- Nelly Group
- Netel Holding
- NGS Group
- Nilörngruppen
- Nordisk Bergteknik
- Novotek
- Oncopeptides
- Orexo
- Ovzon
- Pierce Group
- PION Group
- Precise Biometrics
- Prevas
- Profilgruppen
- Projektengagemang
- Q-Linea
- Qliro
- Railcare Group
- Saniona
- Seafire
- Sensys Gatso Group
- Senzime
- Sintercast
- Sivers Semiconductors
- Sleep Cycle
- Softronic
- Solid Försäkringsaktiebolag
- Starbreeze
- Stockwik Förvaltning
- Studsvik
- Svedbergs
- SynAct Pharma
- Tobii
- Tradedoubler
- Transtema
- Vicore Pharma Holding
- Vivesto
- Wall to Wall
- Wise Group
- Wästbygg
- Xbrane Biopharma
- Xspray Pharma